# Stadtsparkasse Wedel
Die Stadtsparkasse Wedel ist eine regionale Sparkasse, die in der Stadt Wedel und ihrer Umgebung tätig ist. Sie ist eine Anstalt des öffentlichen Rechts und das einzige selbständige Geldinstitut in der Stadt.

## Organisationsstruktur
Rechtsgrundlagen für die Stadtsparkasse Wedel sind das Sparkassengesetz für Schleswig-Holstein und die durch den Verwaltungsrat der Stadtsparkasse erlassene Satzung. Ihre Organe sind der Vorstand und der Verwaltungsrat. Das Geschäftsgebiet erstreckt sich über die Stadt Wedel sowie die umliegenden Ortschaften Holm (Kreis Pinneberg), Hetlingen und die Hansestadt Hamburg. Es sind folgende Kompetenzzentren eingerichtet:
- Vermögensmanagement,
- FirmenkundenZentrum,
- ImmobilienZentrum.
- Versicherungsagentur

### Tochterunternehmen
S-Immobiliengesellschaft Wedel: Die Stadtsparkasse Wedel ist 100-prozentiger Anteilseigner der S-Immobiliengesellschaft Wedel mbH & Co. KG, die im Dezember 2018 gegründet wurde.

## Geschäftsausrichtung
Die Stadtsparkasse Wedel betreibt als Sparkasse das Universalbankgeschäft. Sie ist vor Ort mit der Hauptgeschäftsstelle unmittelbar am Rathausplatz sowie einer SB-Geschäftsstelle im Fachmarktzentrum an der Rissener Straße im Geschäftsgebiet vertreten. 
Die Stadtsparkasse Wedel wies im Geschäftsjahr 2023 eine Bilanzsumme von 723,8 Mio. Euro aus und verfügte über Kundeneinlagen von 505,32 Mio. Euro. Gemäß der Sparkassenrangliste 2023 liegt sie nach Bilanzsumme auf Rang 337. Sie unterhält 2 Filialen/Selbstbedienungsstandorte und beschäftigt 99 Mitarbeitende.

## Geschichte
Die Stadtsparkasse wurde 1875 auf Beschluss des Stadtverordnetenkollegiums eingerichtet und nahm ihren Geschäftsbetrieb am 3. Januar 1876 auf. Obwohl die Sparkasse unter Aufsicht der Stadt geführt wird, gilt sie den preußischen Behörden als privates Institut. Um ihre Rechtsfähigkeit zu behalten, muss sie sich 1899: ein neues Statut geben und die staatliche Aufsicht anerkennen. Sie heißt seitdem „Spar- und Leihkasse der Stadt Wedel“. Erster hauptamtlicher Sparkassendirektor wird im Jahr 1933 Robert Busch. Im Jahr 1936 übernimmt die Sparkasse den Neubau von 1929 zur alleinigen Nutzung und nennt sich in „Stadtsparkasse Wedel“ um. Am 25. Januar 1956 wird der Neubau an der Gorch-Fock-Straße eingeweiht. Der Bau wurde im Jahr 1967 durch einen Anbau nach Norden erweitert sowie im Jahr 1993 nochmals großzügig erweitert.
Die Kulturstiftung Stadtsparkasse Wedel wurde im Jahr 1995 errichtet. Das Gründungsvermögen beträgt 500.000 DM. Seit dem 1. Januar 2022 bilden Marc Cybulski (Vorstandsvorsitzender) und Florian Graßhoff den Vorstand der Stadtsparkasse Wedel. 

## Gesellschaftliches Engagement
Die Stadtsparkasse Wedel unterstützt die nachhaltige Entwicklung der Gemeinschaft in Wedel und dem Wedeler Umland durch Spenden und Sponsoring. Sie fördert Bildungseinrichtungen, kulturelle Einrichtungen zu Beispiel das Theater Wedel und das Stadtmuseum, sowie Sportvereine, Umweltinitiativen und wohltätige Organisationen.
Die Stadtsparkasse Wedel bietet jährlich 3 bis 4 Ausbildungsplätze an und ist damit ein wichtigster Ausbildungsbetrieb in der Region.